# The Dead Weather
The Dead Weather är ett amerikanskt rockband, bildat 2009 i Nashville, Tennessee. Det består av Alison Mosshart (känd från The Kills), Jack White (The White Stripes, The Raconteurs), Jack Lawrence (The Greenhornes, The Raconteurs, Blanche) och Dean Fertita (Queens of the Stone Age).

## Historia
The Raconteurs och The Kills turnerade tillsammans i USA under sommaren 2008. I slutet av turnén begränsades Jack Whites sånginsatser av bronkit och The Kills sångerska Alison Mosshart fick då sjunga flera av hans sånger med The Raconteurs. Detta ledde till att de senare bildade The Dead Weather, med Raconteurs-basisten Jack Lawrence och Queens of the Stone Age-gitarristen Dean Fertita, som också turnerat med Raconteurs under 2006. White spelar i bandet trummor, för första gången sedan sin tid i Goober and the Peas.
I juli 2009 gavs bandets debutalbum Horehound ut på Third Man Records.

## Medlemmar
Nuvarande medlemmar
- Alison Mosshart – sång, rytmgitarr
- Jack White – trummor, sång, gitarr
- Dean Fertita – sologitarr, keyboard, bakgrundssång
- Jack Lawrence – basgitarr, bakgrundssång, trummor

Bildgalleri

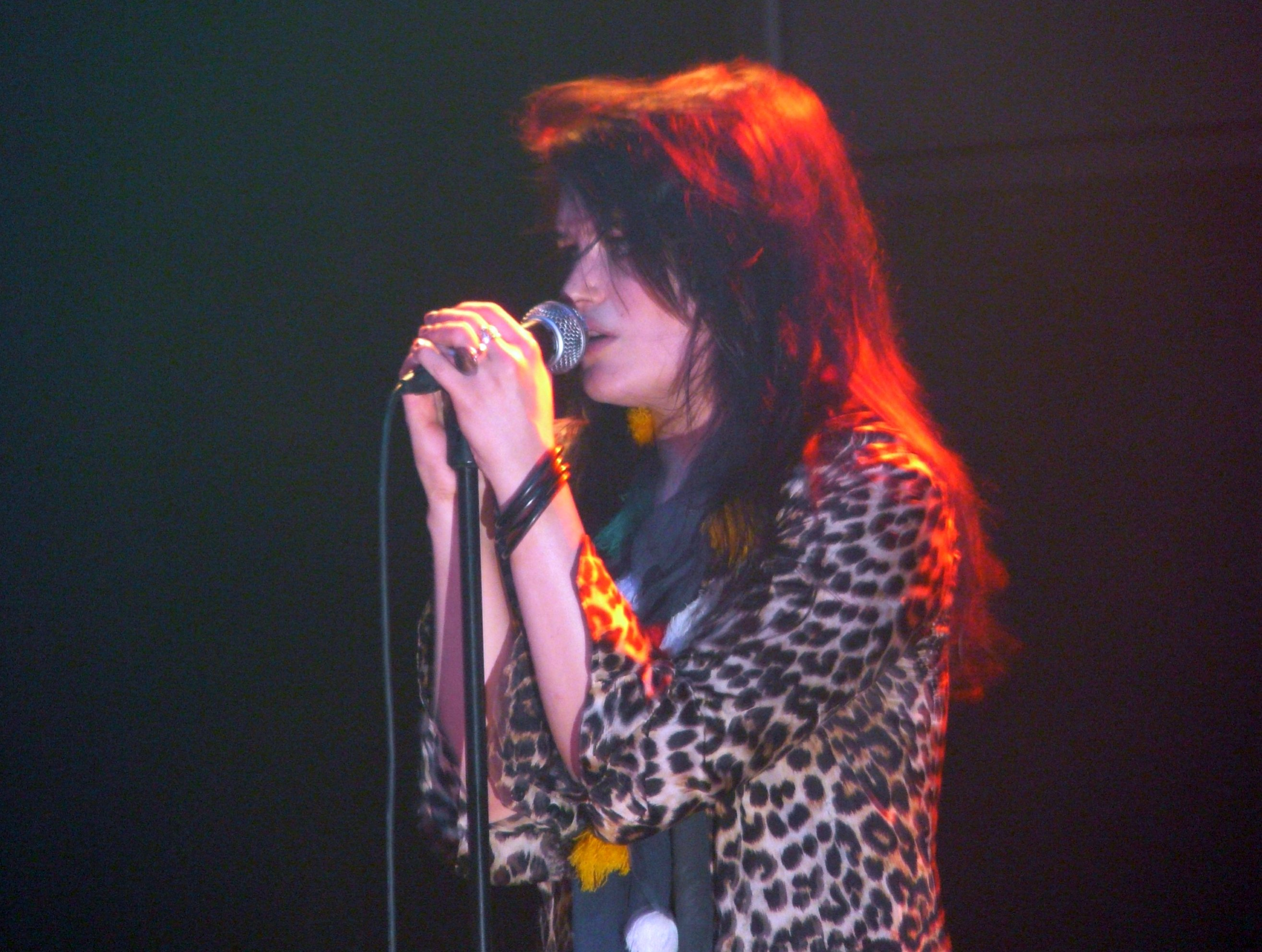
Alison Mosshart
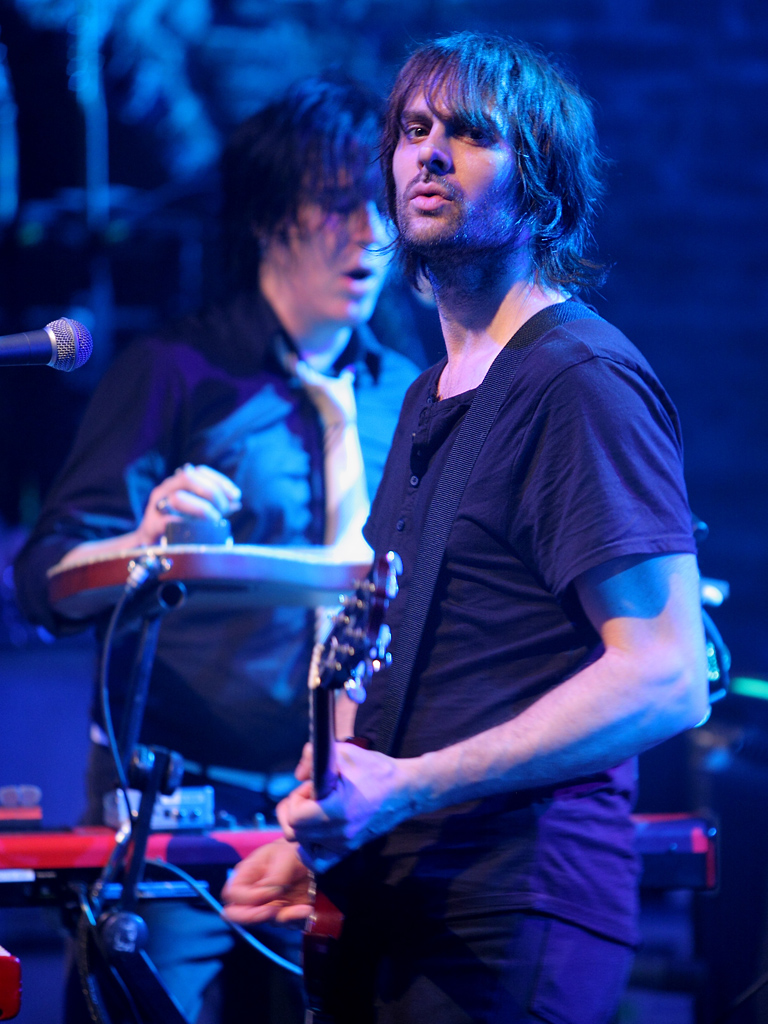
Dean Fertita
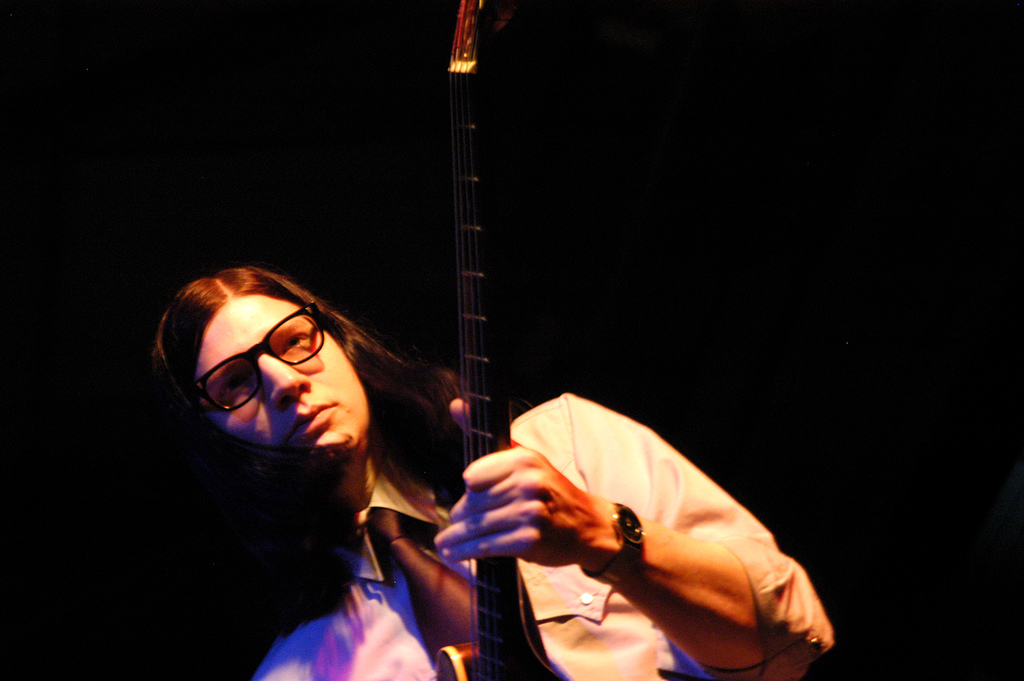
Jack Lawrence
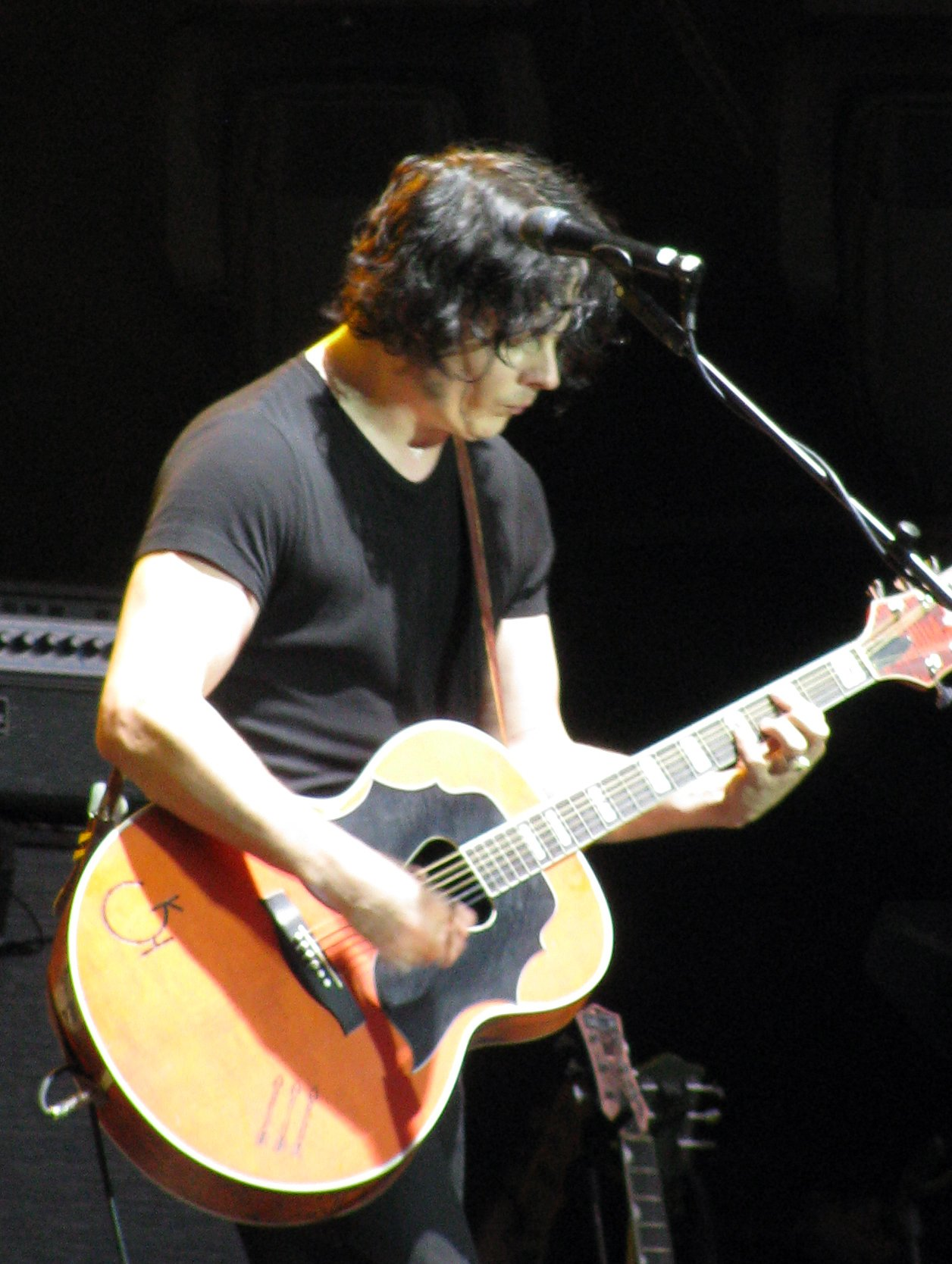
Jack White

## Diskografi
Studioalbum
- 2009 – Horehound
- 2010 – Sea of Cowards
- 2015 – Dodge and Burn

Livealbum
- 2009 – Live at Third Man Records West

Singlar
- 2009 – "Hang You from the Heavens"
- 2009 – "Treat Me Like Your Mother"
- 2009 – "I Cut Like a Buffalo"
- 2010 – "Die by the Drop"
- 2010 – "Blue Blood Blues"
- 2013 – "Open Up (That's Enough)"
- 2014 – "Buzzkill(er)"
- 2015 – "I Feel Love (Every Million Miles)"